# Magnetický tranzistor
Magnetický tranzistor je (teoretický) spínač, funkčně analogický klasickému polovodičovému tranzistoru, využívající magnetických vlastností látek. K odlišení stavu je zde využito polarizace elektronů s opačným spinem.
Nahrazení polovodičových tranzistorů magnetickými, v magnetických logických obvodech, by mohlo vést k řádovému snížení spotřeby energie a zvýšení rychlosti.